# Liste der Bodendenkmale in Vierkirchen (Oberlausitz)
In der Liste der Bodendenkmale in Vierkirchen sind die Bodendenkmale der Gemeinde Vierkirchen und ihrer Ortsteile nach dem Stand der Auflistung von Harald Quietzsch und Heinz Jacob aus dem Jahr 1982 aufgelistet. Eventuelle Änderungen und Ergänzungen, insbesondere aus der Zeit nach der Wende, sind nicht berücksichtigt, da für Sachsen aktuell keine neueren allgemein zugänglichen Bodendenkmallisten vorliegen. Die Baudenkmale sind in der Liste der Kulturdenkmale in Vierkirchen (Oberlausitz) aufgeführt.
| Denkmal-ID | Fundart            | Ortsteil  | Bezeichnung           | Zeitstellung    | Lage                                                                           | Bemerkungen                                                                                                  | Bild |
| ---------- | ------------------ | --------- | --------------------- | --------------- | ------------------------------------------------------------------------------ | --- | ---- |
| ?          | besonderer Stein   | Arnsdorf  | Steinkreuz            | Spätmittelalter | Ostrand der Ortsmitte, nordwestlich des Kirchhofs                              | Schwerteinzeichnung, Schutz seit 26. Juni 1970                                                               |      |
| ?          | besonderer Stein   | Arnsdorf  | Steinkreuz            | Spätmittelalter | Ostrand der Ortsmitte, vor der westlichen äußeren Kirchhofsmauer               | Reste einer Einzeichnung, Schutz seit 26. Juni 1970                                                          |      |
| ?          | besonderer Stein   | Arnsdorf  | Kreuzstein            | Spätmittelalter | nordöstlich des Orts im Wald, südöstlich am Kirchsteig nach Thiemendorf        | Kreuzeinzeichnungen auf allen Seiten, Schutz seit 26. Juni 1970                                              |      |
| ?          | besonderer Stein   | Buchholz  | Steinkreuz            | Spätmittelalter | Ortsmitte, im Pfarrhof                                                         | Lanzeneinzeichnung, Schutz seit 26. Juni 1970                                                                |      |
| ?          | Befestigung > Burg | Döbschütz | Wallanlage „Burgberg“ | Slawenzeit      | westsüdwestlich des Orts auf einem Bergsporn östlich über dem Schwarzen Schöps | Spornbefestigung mit Abschnittswall und -graben, durch Bebauung teilweise gestört, Schutz seit 14. Juli 1955 |      |
| ?          | Befestigung > Burg | Döbschütz | Wasserburg            | Mittelalter     | westlicher Ortsrand, westlicher Gutsbereich, in der Aue des Schwarzen Schöps   | durch Schloss überbaut, wasserführender Grabenrest erhalten, Schutz seit 1. September 1966                   |      |